# Brachychthonius pacificus
Brachychthonius pacificus är en kvalsterart som beskrevs av Hammer 1973. Brachychthonius pacificus ingår i släktet Brachychthonius och familjen Brachychthoniidae. Inga underarter finns listade.